# Brunettia similis
Brunettia similis är en tvåvingeart som beskrevs av Satchell 1953. Brunettia similis ingår i släktet Brunettia och familjen fjärilsmyggor. Inga underarter finns listade i Catalogue of Life.